# جولي دي بونا
جولي دي بونا (بالفرنسية: Julie de Bona)‏ (من مواليد 7 ديسمبر 1980) هي ممثلة فرنسية.

## وصلات خارجية
- جولي دي بونا على موقع IMDb (الإنجليزية)
- جولي دي بونا على موقع ألو سيني (الفرنسية)
- جولي دي بونا على موقع أول موفي (الإنجليزية)
- جولي دي بونا على موقع قاعدة بيانات الفيلم (الإنجليزية)
- جولي دي بونا على موقع كينوبويسك (الروسية)